# HP-32S
HP-32S (s kodnim imenom »Leonardo«) je bilo programabilno znanstveno računalo (kalkulator, žepni računalnik) z obratnim poljskim zapisom (RPN), ki ga je izdelovalo podjetje Hewlett-Packard med letoma 1988 in 1991. Računalo je nadaljevalo tradicijo programabilnih znanstvenih računal z zapisom RPN HP-15C. Podpiralo je naprednejšo matematiko, statistiko, verjetnostni račun in podobno. 
HP-32SII (»Nardo«) je imel možnosti računanja algebrskih izrazov, ulomkov in dodatno dvižno (shift) svetlomodro tipko. Prve dvižne tipke v računalih HP so navadno oranžne. Ta model so začeli izdelovati leta 1991 in ga prenehali leta 2002.
HP-32SII+.

## Tipke
Razpredelnica tipk je za model HP-32S. HP-32SII je imel namesto tipke ▼ dvižno tipko f, namesto dvižne tipke f pa dvižno tipko g.
| {\displaystyle {\sqrt {x}}} | ex     | LN   | yx  | 1/x | Σ+  |
| STO                         | RCL    | R↓   | SIN | COS | TAN |
| ENTER↑                      | ENTER↑ | x<>y | +/- | E   | ←   |
| XEQ                         | 7      | 8    | 8   | 9   | ÷   |
| ▼                           | 4      | 5    | 5   | 6   | ×   |
| f                           | 1      | 2    | 2   | 3   | -   |
| C                           | 0      | .    | .   | R/S | +   |

## Zgled programa
```
 ; To je različica 
evklidovega algoritma
 za 
 ; iskanje 
največjega skupnega deltelja

 ; na kalkulatorju HP-32S.
 ; Program poženete tako, da vnesete dve števili, 
 ; za kateri bi radi izračunali največji
 ; skupni delitelj, in pritisnete »XEQ E«
 E01 LBL E
 E02 STO A
 F01 LBL F
 F02 ÷
 F03 FP
 F04 RCL A
 F05 x
 F06 1
 F07 x>y?
 F08 GTO G
 F09 R(DOWN)
 F10 PSE
 F11 x<>A
 F12 RCL A
 F13 GTO F
 G01 LBL G
 G02 RCL A
 G03 RTN
```